# Cybaeus yeongwolensis
Espèce
Cybaeus yeongwolensis est une espèce d'araignées aranéomorphes de la famille des Cybaeidae.

## Distribution
Cette espèce est endémique de Corée du Sud. Elle se rencontre dans le district de Yeongwol au Gangwon.

## Description
Le mâle holotype mesure 4,13 mm.

## Étymologie
Son nom d'espèce, composé de yeongwol et du suffixe latin -ensis, « qui vit dans, qui habite », lui a été donné en référence au lieu de sa découverte, le district de Yeongwol.

## Publication originale
- Lee, Yoo & Kim, 2021 : « Four new epigean spiders of the genus Cybaeus (Araneae: Cybaeidae) from South Korea. » Zootaxa, no 4966(4), p. 458-468.